# Ludvig Wretman
Ludvig Wretman, född i Strasbourg 14 augusti 1766, död 16 augusti 1827 var en svensk grosshandlare.
Wretman var delägare i firman Foy & Wretman i Stockholm. Han var medlem av Par Bricole och invaldes som ledamot nummer 132 i Kungliga Musikaliska Akademien den 10 oktober 1792.